# V Rising
V Rising — компьютерная игра в жанре симулятора выживания, разрабатываемая шведской компанией Stunlock Studios. Игра была анонсирована 5 мая 2021 года и вышла на Windows в раннем доступе 17 мая 2022 года. Спустя неделю игра разошлась более чем миллионом копий. Релиз игры состоялся 8 мая 2024 года, после чего состоится выход версии для PlayStation 5.

## Игровой процесс
V Rising — это одновременно симулятор строительства и выживания в открытом мире. Игрок начинает как только что возродившийся вампир. Ему нужно собирать материалы и создавать из них инструменты, чтобы построить свой собственный замок. Для разблокирования новых способностей и технологий ему нужно побеждать могущественных противников. Для поддержания уровня крови вампир должен охотиться на живых жертв.

## Отзывы
| Сводный рейтинг | Сводный рейтинг                                    |
| Агрегатор       | Оценка                                             |
| --------------- | -------------------------------------------------- |
| Metacritic      | (PC) 83/100 (40 обзоров) (PS5) 79/100 (16 обзоров) |

Игра получила преимущественно положительные отзывы. На сайте-агрегаторе Metacritic средняя оценка игры составляет 83 из 100 на основе 40 обзоров для платформы PC и 79 из 100 на основе 16 обзоров для платформы PS5. IGN в своём обзоре пожаловались на избыток времени, затрачиваемого на собирание ресурсов и их переработку, но похвалили дизайн боссов и общую атмосферу игры.

### Продажи
За первые три дня раннего доступа было продано более полумиллиона копий игры, а к 25 мая — более миллиона. В январе 2025 года разработчики объявили о том, что продажи игры превысили пять миллионов копий.